# 827

## Esdeveniments
- 9 d'octubre - Catalunya: Ubayd Allah Abu Marwan, al capdavant d'un exèrcit de l'emirat de Còrdova, ataca la Catalunya central i Barcelona i assetja Girona sense aconseguir d'entrar-hi.

## Naixements
- Sant Cirili, expert en teologia que predicà a les terres eslaves

## Necrològiques
- Abu l-Fadl Nasr al-Muzahim, historiador àrab xiïta.